# Campeonato Sergipano de Futebol de 2018
O Campeonato Sergipano de Futebol de 2018 foi a 95º edição em 100 anos da divisão principal do campeonato estadual de Sergipe, cujo nome oficial foi Sergipão 2018. O campeão e o vice garantem vagas na Copa do Brasil de 2019, Copa do Nordeste de 2019 e Série D de 2019 exceto o Confiança que jogou a Série C de 2018.
Dez clubes participaram do torneio: os dois times tradicionais da capital Aracaju, o Confiança (campeão estadual no ano anterior) e o Sergipe; o Itabaiana da cidade de homônima; Boca Júnior de Estância; Dorense, Lagarto, Amadense, Frei Paulistano, Socorrense, Olímpico campeão e vice da Série A2 de 2017 respectivamente.

## Transmissão
Algumas das principais partidas do torneio serão transmitidas pela TV e internet pelo canal Esporte Interativo e aos sábados pela TV Atalaia, além das transmissões on lines através do Facebook feitas pelo Canal Ataque. Além das emissoras de rádio do estado de Sergipe.[carece de fontes?]

## Regulamento
O Campeonato Sergipano de Futebol Profissional da Série A-1 de 2018 será disputado em três fases:
- a) 1ª Fase – Classificatória
- b) 2ª Fase – Hexagonal
- c) 3ª Fase – Final

Na primeira fase, Classificatória, as equipes jogarão entre si partida somente de ida, o time de melhor campanha garante uma vaga na Série D de 2019 e as duas últimas serão rebaixada para o Série A2 de 2018. Classificarão para o hexagonal (segunda fase) as seis primeiras colocadas em número de pontos, sendo que as três melhores da Primeira Fase, tem direito de jogar 3 jogos com mando de campo das cinco rodadas. No Hexagonal, as seis melhores da fase anterior jogarão entre si no sistema de ida, totalizando cinco rodadas. Os dois clubes que mais pontuarem se qualificarão para a final. A Grande Final será disputada em duas partidas, nas quais o melhor colocado no hexagonal terá a vantagem de dois resultados iguais.
Critérios de desempate
Os critério de desempate foram aplicados na seguinte ordem:
1. Maior número de vitórias
2. Maior saldo de gols
3. Maior número de gols pró (marcados)
4. Maior número de gols contra (sofridos)
5. Confronto direto
6. Sorteio

## Primeira Fase

### Classificação
| Classificação | Classificação  | Classificação | Classificação | Classificação | Classificação | Classificação | Classificação | Classificação | Classificação | Classificação | Classificação |
| Pos           | Times          | Pts           | J             | V             | E             | D             | GP            | GC            | SG            | %             |               |
| ------------- | -------------- | ------------- | ------------- | ------------- | ------------- | ------------- | ------------- | ------------- | ------------- | ------------- | ------------- |
| 1             | Sergipe        | 22            | 9             | 7             | 1             | 1             | 15            | 3             | +12           | 81.5          |               |
| 2             | Itabaiana      | 16            | 9             | 4             | 4             | 1             | 10            | 4             | +6            | 59.3          |               |
| 3             | Confiança      | 15            | 9             | 4             | 3             | 2             | 12            | 9             | +3            | 55.6          |               |
| 4             | Olímpico       | 15            | 9             | 3             | 6             | 0             | 15            | 8             | +7            | 55.6          |               |
| 5             | Boca Júnior    | 14            | 9             | 4             | 2             | 3             | 8             | 8             | 0             | 51.9          |               |
| 6             | Lagarto        | 12            | 9             | 3             | 3             | 3             | 9             | 8             | +1            | 44.4          |               |
| 7             | Dorense        | 11            | 9             | 2             | 5             | 2             | 7             | 6             | +1            | 40.7          |               |
| 8             | Freipaulistano | 10            | 9             | 3             | 1             | 5             | 6             | 10            | –4            | 37.0          |               |
| 9             | Amadense       | 4             | 9             | 1             | 1             | 7             | 5             | 21            | –16           | 14.8          |               |
| 10            | Socorrense     | 2             | 9             | 0             | 2             | 7             | 8             | 18            | –10           | 7.4           |               |

| Desempenho | Desempenho | Desempenho | Desempenho | Desempenho | Desempenho | Desempenho | Desempenho | Desempenho | Desempenho | Desempenho |
| Pos        | 1ª         | 2ª         | 3ª         | 4ª         | 5ª         | 6ª         | 7ª         | 8ª         | 9ª         |            |
| ---------- | ---------- | ---------- | ---------- | ---------- | ---------- | ---------- | ---------- | ---------- | ---------- | ---------- |
| 1          | BOC        | SER        | SER        | ITA        | SER        | ITA        | SER        | SER        | SER        |            |
| 2          | SER        | BOC        | ITA        | SER        | ITA        | SER        | ITA        | ITA        | ITA        |            |
| 3          | LAG        | OLI        | BOC        | OLI        | OLI        | OLI        | OLI        | OLI        | CON        |            |
| 4          | CON        | ITA        | OLI        | DOR        | DOR        | DOR        | BOC        | BOC        | OLI        |            |
| 5          | OLI        | DOR        | DOR        | BOC        | LAG        | BOC        | DOR        | CON        | BOC        |            |
| 6          | DOR        | LAG        | LAG        | LAG        | BOC        | LAG        | LAG        | DOR        | LAG        |            |
| 7          | ITA        | CON        | FRE        | FRE        | CON        | CON        | FRE        | LAG        | DOR        |            |
| 8          | SOC        | SOC        | CON        | CON        | FRE        | FRE        | CON        | FRE        | FRE        |            |
| 9          | AMA        | FRE        | SOC        | SOC        | SOC        | SOC        | AMA        | AMA        | AMA        |            |
| 10         | FRE        | AMA        | AMA        | AMA        | AMA        | AMA        | SOC        | SOC        | SOC        |            |

|  |                                        |
|  | Classificado para a Série D de 2019    |
|  | Zona de classificação para o hexagonal |
|  | Zona de eliminação na Primeira Fase    |
|  | Zona do rebaixamento                   |

## Hexagonal Final

### Classificação
| Pos | Times       | Pts | J | V | E | D | GP | GC | SG | %  | Zona de classificação      |
| --- | ----------- | --- | - | - | - | - | -- | -- | -- | -- | -------------------------- |
| 1   | Itabaiana   | 11  | 5 | 3 | 2 | 0 | 4  | 0  | +4 | 73 | Classificados para a Final |
| 2   | Sergipe     | 8   | 5 | 2 | 2 | 1 | 7  | 4  | +3 | 53 | Classificados para a Final |
| 3   | Lagarto     | 7   | 5 | 2 | 1 | 2 | 5  | 5  | 0  | 47 | Eliminados no Hexagonal    |
| 4   | Confiança   | 7   | 5 | 1 | 4 | 0 | 5  | 3  | +2 | 47 | Eliminados no Hexagonal    |
| 5   | Olímpico    | 4   | 5 | 0 | 4 | 1 | 6  | 7  | –1 | 27 | Eliminados no Hexagonal    |
| 6   | Boca Júnior | 1   | 5 | 0 | 1 | 4 | 4  | 12 | –8 | 7  | Eliminados no Hexagonal    |

| Pos | 1ª  | 2ª  | 3ª  | 4ª  | 5ª  |
| --- | --- | --- | --- | --- | --- |
| 1   | ITA | ITA | ITA | ITA | ITA |
| 2   | OLI | SER | SER | LAG | SER |
| 3   | SER | OLI | LAG | CON | LAG |
| 4   | CON | CON | CON | SER | CON |
| 5   | LAG | LAG | OLI | OLI | OLI |
| 6   | BOC | BOC | BOC | BOC | BOC |

|  |                            |
|  | Classificados para a final |
|  | Eliminados no hexagonal    |

## Terceira Fase - Final

### Jogo de ida
| 7 de abril de 2018 | Itabaiana            | 1 – 1  | Sergipe          | Estádio Etelvino Mendonça, Itabaiana                                            |
| 16:45              | Paulinho Macaíba 16' | súmula | 12' Lucas Dantas | Público: 3 788 pagantes Renda: R$ 114.640,00 Árbitro: PB Renan Roberto De Souza |

| Itabaiana | Sergipe |

### Jogo de volta
| 14 de abril de 2018 | Sergipe | 0 – 0  | Itabaiana | Arena Batistão, Aracaju                                                                 |
| 16:30               |         | súmula |           | Público: 9 317 pagantes Renda: R$ 291.300,00 Árbitro: AL Francisco Carlos do Nascimento |

| Sergipe | Itabaiana |

## Premiação
| Campeonato Sergipano Série A1 de 2018 |
| Aracaju                               |
| ------------------------------------- |
| Sergipe Campeão (35° título)          |

## Classificação Geral
- O Confiança jogará à Série C de 2018, se cair já tem sua vaga assegurada na Série D de 2019 por ser rebaixado e Copa do Nordeste de 2019 fase por ser o melhor clube ranqueado do estado no ranking de clubes da CBF 2018.

## Estatísticas

### Público por equipe
| Pos. | Equipe         | J  | Acumulado | Média |
| ---- | -------------- | -- | --------- | ----- |
| 1    | Sergipe        | 9  | 30 802    | 3 422 |
| 2    | Confiança      | 7  | 16 652    | 2 378 |
| 3    | Itabaiana      | 9  | 12 517    | 1 390 |
| 4    | Lagarto        | 6  | 7 156     | 1 192 |
| 5    | Olímpico       | 7  | 3 392     | 484   |
| 6    | Freipaulistano | 5  | 2 228     | 445   |
| 7    | Dorense        | 4  | 1 545     | 386   |
| 8    | Socorrense     | 5  | 1 623     | 324   |
| 9    | Boca Júnior    | 6  | 1 554     | 259   |
| 10   | Amadense       | 4  | 563       | 140   |
| –    | Total          | 62 | 78 032    | 1 258 |

### Maiores públicos
Esses são os dez maiores públicos do Campeonato acima de 1 mil pagantes:
Fonte: Federação Sergipana